# Estació de Parc del Besòs
Parc del Besòs és una estació de les línies T5 i T6 de la xarxa del Trambesòs situada sobre el carrer de Cristòfol de Moura a cavall dels barris de la Mina i del Besòs de Sant Adrià de Besòs i es va inaugurar el 5 de maig de 2007 amb la prolongació de la T5 entre Besòs i Sant Joan Baptista. La T6 hi circula des del 20 de febrer de 2012.
| Trambesòs                  |                    |       |             |                        |
| Procedència/Destinació     | <                  | Línia | >           | Procedència/Destinació |
| Ciutadella - Vila Olímpica | Alfons el Magnànim |       | La Catalana | Gorg                   |
| Ciutadella - Vila Olímpica | Alfons el Magnànim |       | La Mina     | Estació de Sant Adrià  |

## Projectes
El "Pacte nacional per a les infraestructures" i el Pla Director d'Infraestructures 2009-2018 de l'Autoritat del Transport Metropolità (ATM) preveu l'ampliació de la línia 8 del metro de Barcelona fins aquesta estació.